# Lyssa boops
Lyssa boops är en fjärilsart som beskrevs av John Obadiah Westwood 1879. Lyssa boops ingår i släktet Lyssa och familjen Uraniidae. Inga underarter finns listade i Catalogue of Life.